# دي جي بلاك
دي جي بلاك (بالإسبانية: DJ Black)‏ هو كاتب أغاني ومنتج أسطوانات بنمي، ولد في 2 يوليو 1972.